# Neognophomyia paprzyckiana
Neognophomyia paprzyckiana is een tweevleugelige uit de familie steltmuggen (Limoniidae). De soort komt voor in het Neotropisch gebied.